# Parasite Eve (romanzo)
Parasite Eve (パラサイト・イヴ?, Parasaito Ivu) è un romanzo di fantascienza del 1995 di Hideaki Sena, pubblicato per la prima volta sulla rivista Kadokawa Bookstore. È stato successivamente pubblicato in Nord America nel 2005 dalla Vertical inc. Non è mai stato pubblicato in Italiano.
Da esso è partito il multimedia franchise omonimo, composto da film, manga e videogiochi.

## Trama

### Prologo
Kiyomi Nagashima è alla guida della sua Sedan bianca, quando all'improvviso si ritrova a sognare: immagina di essere qualcosa di simile ad un verme, che si divide, immerso in un liquido caldo e avvolgente. Pochi istanti dopo, la donna si sveglia, notando il palo telefonico verso cui ormai la collisione è inevitabile.

### Parte uno: Sviluppo
Toshiaki Nagishima, ricercatore associato della scuola sulle scienze farmaceutiche, è appena arrivato al lavoro quando la sua assistente, Sachiko Asakura, lo informa dell'arrivo di una chiamata di urgenza proprio per lui: sua moglie, Kiyomi Nagashima, aveva avuto un incidente con la propria auto. Toshiaki quindi si precipita all'ospedale, raggiunto anche dai genitori di lei. All'uscita di Kiyomi dalla terapia intensiva, i medici non possono fare altro che restituire alle persone accorse un corpo incosciente, tenuto in vita da macchinari sanitari.
Successivamente viene confermata la morte cerebrale, e alla famiglia tocca scegliere se seguire le volontà della ragazza e permettere il trapianto dei reni, unici suoi organi autorizzati ad essere espiantati nel suo testamento biologico. Il desiderio di Kiyomi viene rispettato, e la procedura viene effettuata, però, Toshiaki, straziato dal dolore, chiede ad un amico dottore di partecipare all'operazione, e di prelevare un pezzo di fegato, in modo che egli possa almeno conservare per un altro po' di tempo una parte della sua amata. Intanto, Mariko Anzai, quattordicenne in lista di attesa per il suo secondo trapianto di reni (il primo rene trapiantato, addirittura donato da suo padre Shigenori, era stato rigettato), riceve una chiamata dal dipartimento donazioni, con la bellissima notizia della nuova possibilità di poterla guarire. Dell'operazione si occuperà lo stesso dottore del trapianto precedente, Takashi Yoshizumi, esperto proprio in quel genere di operazioni. L'impianto si chiude con successo, e Mariko viene spostata nella sua stanza post operatorio.
In tutto questo trambusto, una forza malefica agisce di nascosto, all'oscuro di tutti quanti. Lei stava aspettando da milioni di anni quella possibilità e finalmente le si palesava davanti. Tramite la sua sottilissima trama di inganni e manipolazioni, il suo piano stava lentamente prendendo forma.

### Parte due: Simbiosi
Toshiaki, ormai distrutto, dopo il funerale, compie esperimenti in gran segreto sugli epatociti della moglie, scoprendo che questi hanno un tasso metabolico molto alto. Analisi successive gli fanno capire che il fenomeno era causato dall'attività mitocondriale eccezionalmente alta degli organelli citoplasmatici. Inoltre, pur non essendo delle cellule cancerose, queste riescono a sopravvivere in soluzione più della settimana standard di un epatocita tipico.
Toshiaki intraprende perciò la coltura cellulare, chiamando il campione Eve, in onore al giorno del compleanno della moglie (la vigilia di Natale - Christmas eve) che per lei era molto speciale. Le cellule del campione Eve 1 suscitano un interesse particolare in quanto i loro mitocondri avevano formato delle strutture organizzate, come in un accenno di pluricellularità. L'articolo del signor Nagishima viene pubblicato su Nature e diventa piuttosto famoso. Ma Asakura comincia a sospettare che quegli epatociti vengano proprio dalla moglie defunta di Toshiaki, per cui l'uomo la allontana dal laboratorio.
Osservando Eve 1 al microscopio, una sera, il ricercatore però si accorge di un fatto sconcertante: gli ammassi cellulari cominciano a pulsare, come un proto cuore, e in seguito uno di questi formerà un viso molto simile a quello di Kiyomi, che cercherà di comunicare con lui. Toshiaki chiude tutto nella cella frigorifera e si chiede se il lutto non gli stia facendo perdere il senno. L'assistente Asakura quindi, si introduce furtivamente di notte nel laboratorio, e viene aggredita dalla melma tipo blob della coltura cellulare Eve 1.
Mariko intanto è all'ospedale, ed è colpita da tremendi incubi per tutto il suo periodo di degenze. Le sue condizioni fisiche dopo l'operazione sembravano eccellenti, ma col tempo si prospetta l'ipotesi di un nuovo rigetto, e quindi di un espianto. Gli incubi poi si fanno sempre più pressanti, tanto che la ragazzina si sveglia urlando nel cuore della notte, tremando violentemente.
Nei numerosi flashback sulla vita di Kiyomi di questa seconda parte del libro, si scopre che anche la moglie del ricercatore in realtà aveva gli stessi incubi, ma solo durante la vigilia di Natale, e inoltre, ogni volta che sentiva pronunciare la parola "mitocondri", il suo corpo fremeva, scosso da mille gemiti. Nel periodo universitario poi, aveva incontrato il suo futuro marito Toshiaki, ricercatore in erba sulle vie metaboliche mitocondriali.
Si parla anche di Lei, e si chiarisce che proprio sotto la sua spinta, Kiyomi, si era innamorata di Toshiaki, e per renderla a lui più appetibile, ne aveva modificato l'aspetto fisico ed il carattere, in modo da assicurarsi l'unione con quello che sarebbe stato anche il Suo vero amore. L'incidente mortale poi, era stata causato proprio da Lei, tramite un offuscamento della vista della povera Kiyomi al momento giusto.

### Parte tre: Evoluzione
Toshiaki è ad una conferenza quando irrompe Asakura, posseduta da Eve 1 (Lei), che con la voce di Kiyomi si presenta: dice di essere la Eva mitocondriale (in inglese Eve, appunto). Stava aspettando da milioni di anni l'opportunità di emanciparsi dalla schiavitù del nucleo delle cellule eucariote, e finalmente il momento era giunto (mitocondri e nucleo in una cellula sono indipendenti fra loro, ma non autosufficienti). Infatti, essendo le mutazioni che colpiscono il DNA mitocondriale dieci volte più frequenti di quelle che colpiscono quello nucleare, la sua evoluzione poteva finalmente superare quella umana, e quindi ciò le avrebbe permesso di far estinguere gli organismi più deboli per selezione naturale. Inoltre, dimostra i suoi poteri para-psicologici facendo morire di autocombustione diversi spettatori, nonché tenta di uccidere il suo ospite, ma Toshiaki con un estintore salva velocemente Asakura.
Il ricercatore corre al laboratorio preoccupato di quello che potrebbe trovarvi, e infatti, una volta arrivato li, trova che il campione Eve 1 era schizzato un po' su tutta la cella frigorifera: i frammenti quindi si riaggregano, formando un corpo femminile, somigliante a Kiyomi in tutto e per tutto, e sfruttando la debolezza di Toshiaki per la sua defunta moglie, Eve 1 si accoppia con questo, lasciandolo tramortito sul pavimento del laboratorio.
Tramite numerosi ragionamenti, la mattina dopo, Toshiaki, non solo capisce la natura del gesto della sera precedente, ma anche tutto il perverso piano di Eva. Questa infatti prevedeva di uccidere il suo ospite (Kiyomi) dopo averle fatto firmare l'autorizzazione per l'espianto degli organi. Poi, con il condizionamento del marito si sarebbe fatta coltivare nel suo laboratorio in modo da acquisire le forze per guadagnare l'indipendenza dal nucleo, e accrescersi in una forma propria. Fattolo, avrebbe avuto bisogno del seme di lui per poter produrre uno zigote da impiantare in un essere meno fragile della sua forma effimera, per metà umano e per metà mitocondriale, il trapiantato appunto (Mariko).
Toshiaki corre all'ospedale per cercare la ricevitrice del rene di sua moglie, e si imbatte per l'appunto in Shigenori Anzai, il padre di questa, che lo guida fino alla sua camera, ma ormai Eve 1 è già scappata con la ragazzina, non senza l'opposizione del dottor Yoshizumi. Quindi i tre uomini la ritrovano all'obitorio, dove ormai l'inseminazione è già avvenuta. Eve 1 prima di morire, gli annuncia che il figlio sarà l'essere vivente migliore fino a quel momento comparso sulla terra. Quindi nell'utero di Mariko si sviluppa in fretta il nascituro, che con i suoi poteri contrasta violentemente, senza problemi, le azioni dei tre per salvare la ragazzina.
Però avviene un intoppo: Eve 1 non aveva previsto che gli spermatozoi contenessero anche i mitocondri della linea maschile (dato che in genere i mitocondri vengono passati solo da madre in figli con gli ovuli), e il figlio per l'appunto, sotto il comando dei due diversi tipi di mitocondri, si tramuta in un ammasso in contrasto sessuale, incapace di auto-coordinarsi. Intanto arrivano i soccorsi, ma il figlio ha in mente di uccidere tutti tramite i suoi poteri, per questo Toshiaki si sacrifica, fondendosi con l'ammasso informe, e uccidendo entrambi.

### Epilogo
Sachiko Asakura è dimessa dall'ospedale, e diverso tempo dopo, mentre si aggira per il laboratorio, una studentessa del corso del professor Nagishima le dice che nella cella frigorifera erano rimaste alcune delle sue provette. Asakura va a controllarla e vi trova Eve 2, Eve 3, e tutte le altre colture, e perciò, senza pensarci due volte, passa in autoclave tutte le fiale, impedendo così la rinascita del male.